# Pharia
Pharia is een geslacht van zeesterren uit de familie Ophidiasteridae.				

## Soort
- Pharia pyramidata (Gray, 1840)